# Raku-Go 37-mm-Kanone
Die Raku-Gō 37-mm-Kanone (japanisch らく号三十七粍砲 raku-gō sanjūnana miri hō, wörtlich: Fallschirmjäger-Typ 37-mm-Kanone) war eine leichte Kanone zur Infanterieunterstützung und Panzerabwehr für die Luftlandetruppen des Kaiserlich Japanischen Heeres, die ab 1942 bis 1944 entwickelt wurde.

## Hintergrund
Bis zum Jahr 1939 hatte das japanische Heer verschiedene leichte Unterstützungswaffen unter der Bezeichnung Schnellfeuer-Infanteriegeschütze entwickelt und eingeführt. Bei allen lag das Hauptaugenmerk auf der Bekämpfung von Feldstellungen und Bunkern im direkten oder indirekten Richten. Die Panzerabwehr mit panzerbrechenden Geschossen sollte als Nebenaufgabe erfolgen.
Mit Einführung der Luftlandetruppen 1939/40 entstand auch dort ein Bedarf für so eine Waffe.

## Entwicklung
Nach Beginn des Krieges gegen die Alliierten Ende 1941 wurde daher ein Projekt zur Entwicklung luftverladbarer Geschütze begonnen. Ziel war es, zerlegbare, leichte Kanonen zu schaffen, die platzsparend in entsprechenden Behältern verladen und über der Landezone abgeworfen werden konnten. Die Haltbarkeit spielte dabei nur eine untergeordnete Rolle, da die Einsätze der Luftlandetruppe nur zeitlich begrenzt sein sollten und es daher zwischen den Einsätzen genug Zeit für Reparaturen geben würde. Im Rahmen des Projekts wurden verschiedene, bereits eingeführte Geschütze darauf überprüft, ob eine Nutzung im Rahmen des Projektziels möglich sein würde. Dies umfasste neben dem Typ 94 37-mm-Schnellfeuer-Infanteriegeschütz auch das Typ 41 7,5-cm-Gebirgsgeschütz, das Typ 92 7-cm-Battalionsgeschütz, die Typ 97 Rheinmetall-Typ 37-mm-Schnellfeuerkanone und die Typ 1 37-mm-Schnellfeuerkanone.
Im Bereich der 37-mm-Kanonen gab es zwar mit der Typ 94 und der Typ 1 Kanone zwei für den Maultiertransport zerlegbare Geschütztypen, es fehlte jedoch an der Möglichkeit zu einer platzsparenden Verladung in den vorhandenen Abwurfbehältern. Nötige Umbauten wären ähnlich aufwändig wie eine Neuentwicklung gewesen. Daher wurde beschlossen, eine neue Waffe unter Verwendung möglichst vieler Baugruppen bestehender Geschütze zu entwickeln. So entstanden bis 1944 insgesamt vier verschiedene Versionen.

## Technik
Jede Version bestand aus drei Teilen:
- Rohr mit Rohrwiege und Rohrrücklauf
- Oberlafette mit Schutzschild
- Unterlafette mit Rädern

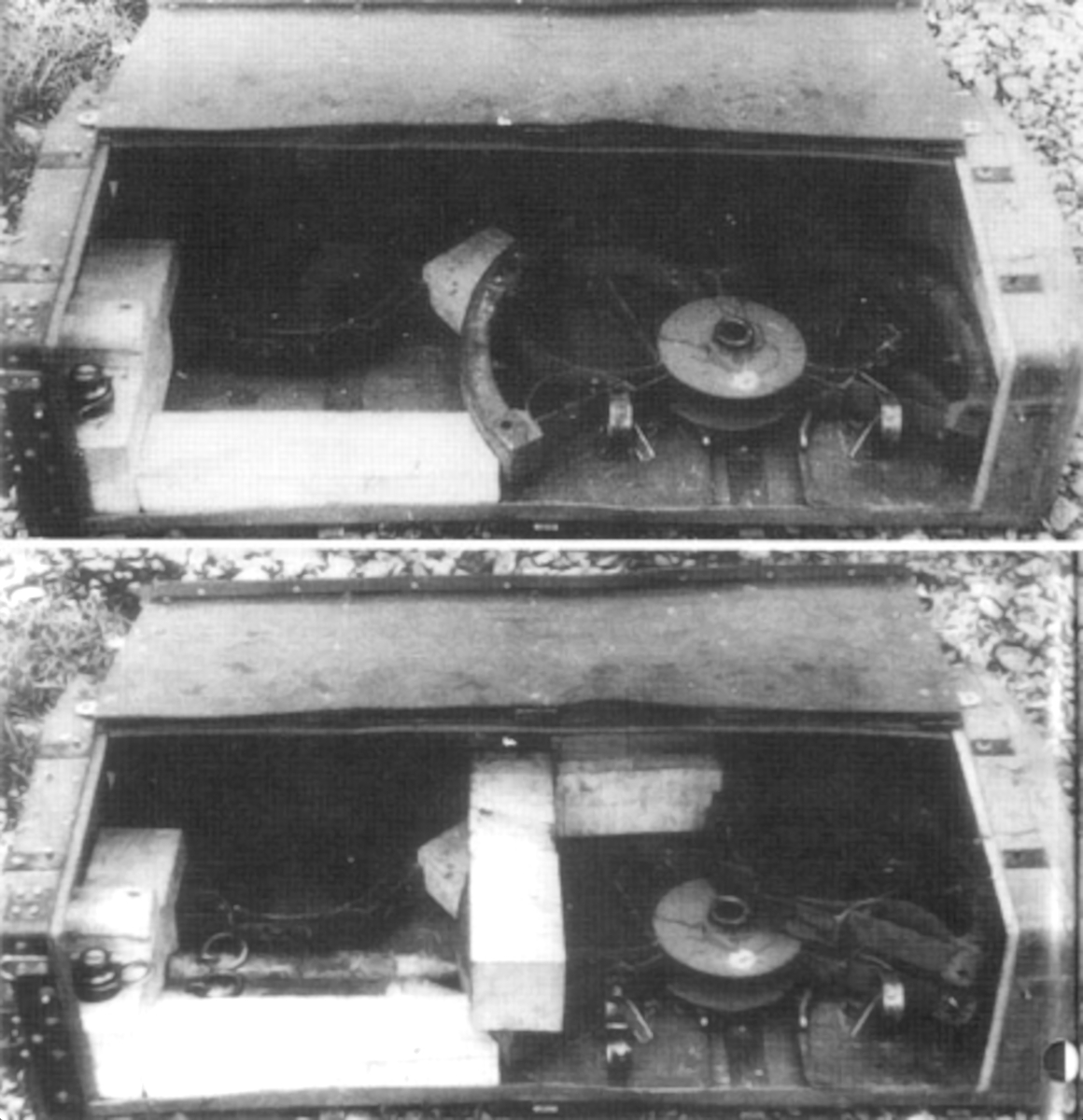
Verladen eines zerlegten Rads in einen Abwurfbehälter

Hauptmerkmal aller Versionen waren die charakteristischen Räder. An den eingeführten Geschützen gab es relativ massiven Scheibenräder mit den Grifflöchern und Hartgummilaufflächen beziehungsweise massive Holzspeichenräder. Um dort Gewicht zu sparen, entstanden Räder aus einem Stahlring ohne Gummiauflage. An Stelle von Speichen wurden mehrere, mehrfach gebogene Stahlstreifen eingebaut. Sie boten dem Stahlring ausreichende Stabilität und verringerten das Gewicht. Die Befestigung der Stahlstreifen am Ring erfolgte über innen angenietete Bleche, so dass sie schnell ersetzt werden konnten. Die Räder waren zudem zweiteilig ausgelegt. Sie konnten im Verhältnis 2/3 zu 1/3 unterhalb der Radnabe auseinandergenommen werden. Dies ermöglichte die nötige Reduzierung der Ausmaße, um die Räder in die Abwurfbehälter verladen zu können.
Alle Versionen waren in mehrere Lasten zerlegbar und konnten in den Standard-Abwurfbehältern des Heeres verladen werden.

### Version 1
Zunächst wurde eine Konstruktion unter der Benennung Raku-Go 37-mm-Kanone vorgestellt. Viele Teile wie Rohrwiege, Oberlafette mit dem Richtmechanismus und Unterlafette wurden von der veralteten, aber leichten Scharfschützenkanone übernommen, die bereits Ende des Ersten Weltkriegs entwickelt worden war. Als Rohr wurde jedoch das des Typ 94 Schnellfeuer-Infanteriegeschützes mit 1,7065 m Länge (L/46,1) übernommen. Die Wiege war an Drehzapfen in der Oberlafette befestigt. Diese konnte mit einem rechteckigen, abnehmbaren und 3,5 mm starken Schutzschild versehen werden. Zusätzlich war der Schutzschild ebenfalls in der Mitte zusammenklappbar zur Verkleinerung der Ausmaße. Die Unterlafette war als Kastenlafette ausgeführt. Der Lafettenschwanz mit einem Erdsporn am hinteren Ende konnte in der Mitte auseinandergenommen werden. Die Räder wurden an der Achse von außen drehbar in die Achse eingesetzt.

### Version 2
Neben der Version 1 wurde eine zweite Version auf Basis des Typ 94 Schnellfeuer-Infanteriegeschützes unter der Benennung Raku-Go Typ 94 37-mm-Kanone vorgestellt. Rohr, Wiege und Oberlafette wurden dabei unverändert übernommen. Der Schutzschild war etwas breiter als bei Version 1 aufgrund der verwendeten, breiteren Oberlafette. Zudem lief es nach unten hin schräg zu. Die Unterlafette war weiterhin die Kastenlafette der Scharfschützenkanone mit dem . Die Achse hatte an den Enden zwei zusätzliche nach vorn klappende Scharniere wie beim Typ 94 Geschütz. So konnten die  Räder in einem kleinen Winkel nach vorn abgeknickt werden. Sie standen dann v-förmig zueinander, so dass der Rückstoß besser abgefangen und das Zurückrollen der Lafette verringert werden konnte.

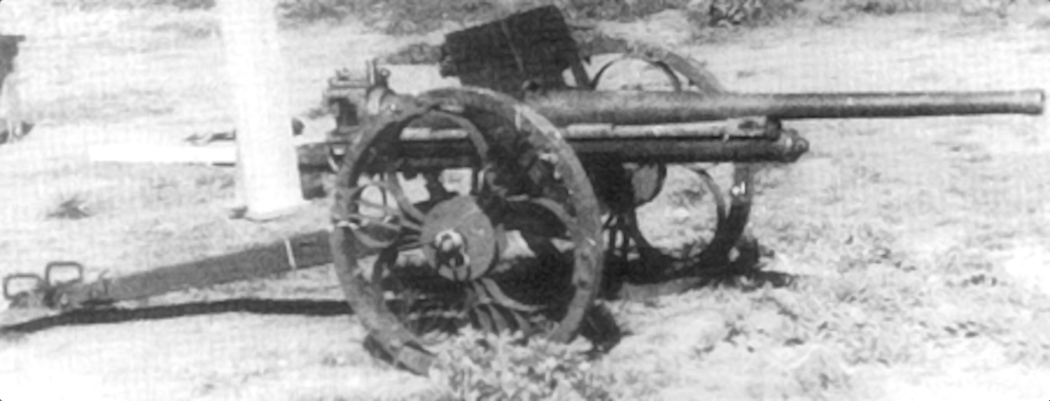
Raku-Go 37-mm-Kanone, Version 3 mit Rohr der Typ 1 37-mm-Schnellfeuerkanone

### Version 3
Die dritte Version basierte auf Version 2, nutzte aber das Rohr und die Wiege der Typ 1 Schnellfeuerkanone mit einer Länge von 1,85 m (L/50). Die Benennung war entsprechend Raku-Go Typ 1 37-mm-Kanone. Durch die längere Kammer und die größere Treibladung der Munition stieg der Rohrrücklauf von 410 mm auf 510 mm.

### Version 4
Die vierte Version mit der Benennung Raku-Go 37-mm-Scharfschützenkanone verwendete das Rohr der Typ 94 Kanone auf einer weitgehend unveränderten Ober- und Unterlafette der Scharfschützenkanone mit dem dazugehörenden, rechteckigem Schutzschild und dessen seitlichen, nach vorn hin umklappbaren Erweiterungen. Die Holzspeichenräder wurden jedoch ausgetauscht gegen die neue, zerlegbaren.

### Munition
Die Munition entsprach der der Typ 94 Kanone und der Typ 1 Kanone. Es gab ein Sprenggeschoss, zwei panzerbrechende Sprenggeschosse, ein experimentelles Sprenggeschoss mit größerer Zielwirkung von 1938, je ein explosionsfähiges Übungsgeschoss für die Simulation von Schüssen mit Spreng- und panzerbrechenden Sprenggeschossen sowie ein Exerziergeschoss mit Sägespanfüllung für das Üben des Ladevorgangs an sich.
| Bezeichnung                                    | Bild                                      | Gewicht  | Gewicht     | Sprengstoff                     | Zünder                                   |
| Bezeichnung                                    | Bild                                      | Geschoss | Sprengstoff | Sprengstoff                     | Zünder                                   |
| ---------------------------------------------- | ----------------------------------------- | -------- | ----------- | ------------------------------- | ---------------------------------------- |
| Typ 94 37-mm-Sprenggeschoss                    | Typ 94 37-mm-Sprenggeschoss               | 645 g    | 59 g        | Trinitrotoluol oder Pikrinsäure | Typ 93 Aufschlagzünder                   |
| Typ 94 37-mm-Panzersprenggeschoss              | Typ 94 37-mm-Panzersprenggeschoss         | 700 g    | 30 g        | Trinitrotoluol oder Pikrinsäure | Typ 94 Boden-Zeitzünder                  |
| Typ 1 37-mm-Panzersprenggeschoss               | Typ 1 37-mm-Panzersprenggeschoss          | 800 g    | 56 g        | Pikrinsäure                     | Typ 1 Boden-Zeitzünder                   |
| Showa 13 (1938) Experimentelles Sprenggeschoss |                                           | 664 g    | unbekannt   | Pikrinsäure                     | Experimenteller Showa 14 Aufschlagzünder |
| Typ 94 37-mm-Exerzier-Sprenggeschoss           |                                           | 645 g    | 10 g        | Pikrinsäure                     | Typ 93 Aufschlagzünder                   |
| Typ 94 Exerzier-37-mm-Panzersprenggeschoss     |                                           | 700 g    | 10 g        | Pikrinsäure                     | Typ 94 Boden-Aufschlagzünder             |
| ungeladenes Exerziergeschoss                   | ungeladenes Typ 94 37-mm-Exerziergeschoss | 645 g    | 0 g         | Sägespäne                       | Zünderattrappe                           |

Die Kartuschen waren die gleichen, die auch bei den zu Grunde liegenden Schnellfeuergeschützen verwendet wurden. Sie hatten eine Länge von 156 mm beim Typ 94 Schnellfeuer-Infanteriegeschütz beziehungsweise 251 mm bei der Typ 1 Schnellfeuerkanone. Die Treibladung wog 121 g beziehungsweise 145,5 g. Damit war eine ballistische Reichweite von 7000 m beziehungsweise 8000 m für das Sprenggeschoss möglich.

## Einsatz
Zur Einführung einer der Versionen kam es aufgrund der angespannten Kriegslage und der schwachen Leistungen der verwendeten Basisgeschütze in der Panzerabwehr nicht mehr. Zudem war der Bedarf für ein Nahunterstützungsgeschütz nach dem Umbau der Luftlandetruppe zu einer Spezial-Überfalltruppe für kurze, überfallartige Selbstmordeinsätze 1944 auch nicht mehr vorhanden.